# Ракитянка
Ракитянка (словац. Rakyťanka) — річка в Словаччині, права притока Грону, протікає в окрузі Брезно.
Довжина приблизно 6.4-6.7 км. Витік знаходиться в масиві  Низькі Татри (частина Кральовогольські Татри — схил гори Гомолька)  на висоті близько 1315 метрів. Протікає територією села Поломка.
Впадає в Грон на висоті приблизно 585-590 метрів.